# Armia „Norwegen”

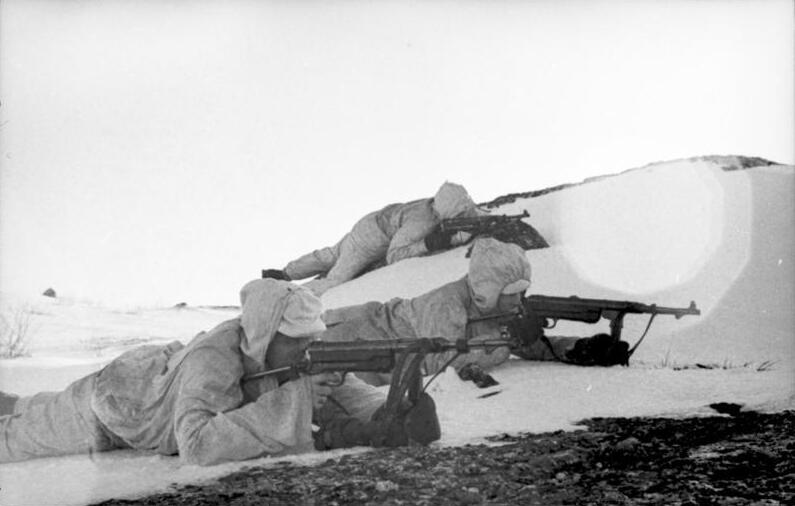
Żołnierze Armii „Norwegen” walczący w 1940 r. w Norwegii

Armia „Norwegia” – armia niemiecka, uczestniczyła w ataku na Związek Radziecki.
Utworzona 19 grudnia 1940 roku z Grupy XXI. 4 czerwca 1941 roku utworzyła część sztabu armii fińskiej. Wchodziła w skład zgrupowania norweskiego, które tworzyła: Armia Norwegia i dwie armie fińskie: Karelska i Południowo-Wschodnia. 
Od 22 czerwca 1941 roku uczestniczyła w ataku na Związek Radziecki.
Dowodzący zgrupowaniem norweskim miał do dyspozycji: 21 dywizji, 2 brygady i 5 Flotę Powietrzną wraz z lotnictwem finlandzkim, łącznie w sile ponad 900 samolotów. Armia Norwegia wraz z wojskami finlandzkimi miała prowadzić działania bojowe na północ od Leningradu oraz na odcinku Murmańsk - Kandałaksza
Armia uczestniczyła w działaniach bojowych na terenie Norwegii, Finlandii i ZSRR. 
W grudniu 1944 roku, po odwrocie na tereny środkowej i południowej Norwegii, została wchłonięta przez 
20 Armię Górską.

## Dowódcy armii
- gen. Nikolaus von Falkenhorst

## Struktura organizacyjna
Skład w styczniu 1941:
- XXXVI Korpus Armijny (niemiecki)
- XXXIII Korpus Armijny (niemiecki)
- Korpus Górski „Norwegia”

Skład w grudniu 1944
- LXX Korpus Armijny (niemiecki)
- XXXIII Korpus Armijny (niemiecki)